# Прибережне (Вінницький район)
Прибережне́ (до 1945 р. — Казимирівка) — село в Україні, в Оратівській селищній громаді Вінницького району Вінницької області. Розташоване на обох берегах річки Гнила (притока Роськи) за 4 км на південний захід від смт Оратів. Населення становить 218 осіб (станом на 1 січня 2018 р.).

## Історія

### У складі Російської імперії
Свою назву Казимирівка (пол. Kazimierówka) село Оратівської волості Липовецького повіту Київської губернії отримало на честь землевласника Казимира Пулавського (пол. Kazimierz Puławski).
В 1843 році Пулавський продає маєток Йозефу Бобровському (пол. Józef Bobrowski h. Jastrzębiec). А в середині XIX століття маєток успадкував його син, Тадеуш Йосипович Бобровський (пол. Tadeusz Bobrowski h. Jastrzębiec).
Дружина Тадеуша Бобровського, Юзефа (пол. Józefa Bobrowska z d. Lubowidzkich h. Kopacz), передчасно померла під час пологів 1858 року. А їх єдина донька Жозефіна померла в 1870. Тадеуша Йосиповича не стало 1894 року. На початку XX століття Казимирівкою володіли Станіслав, Тадеуш та Міхал Казимировичі Бобровські — племінники Тадеуша. Маєток разом із вдяним млином брати здавали в оренду Олександру Івановичу Дзержику.
Село Казимирівка належало до православної парафії села Гоноратка.
Населення станом на 1864 рік становило 285 чоловік, 1900 — 493 жителя.

#### Джозеф Конрад
Казимирівку відвідував класик англійської літератури Джозеф Конрад, гостюючи в свого дядька й опікуна Тадеуша Бобровського. 

### У складі УРСР
Указом Президії Верховної Ради УРСР від 19 червня 1945 року Казимирівку перейменовано в Прибережне.

### Сучасність
12 червня 2020 року, відповідно розпорядження Кабінету Міністрів України № 707-р «Про визначення адміністративних центрів та затвердження територій територіальних громад Вінницької області», село увійшло до складу Оратівської селищної громади.
19 липня 2020 року, в результаті адміністративно-територіальної реформи та ліквідації Оратівського району, село увійшло до складу Вінницького району.

## Населення

### Мова
Розподіл населення за рідною мовою за даними перепису 2001 року:
| Мова       | Кількість | Відсоток |
| ---------- | --------- | -------- |
| українська | 240       | 99.17%   |
| російська  | 2         | 0.83%    |
| Усього     | 242       | 100%     |

## Галерея

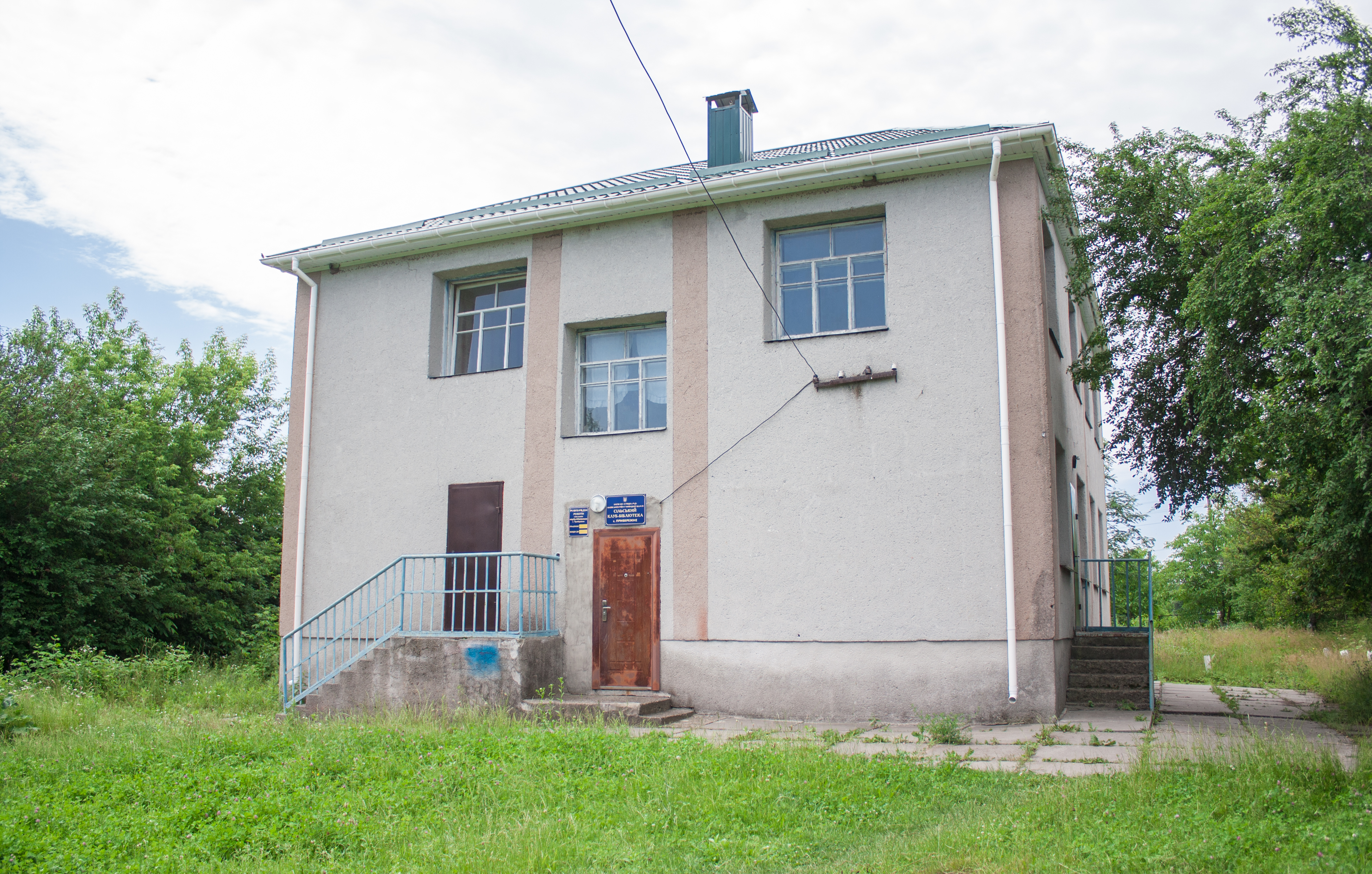
Будинок культури
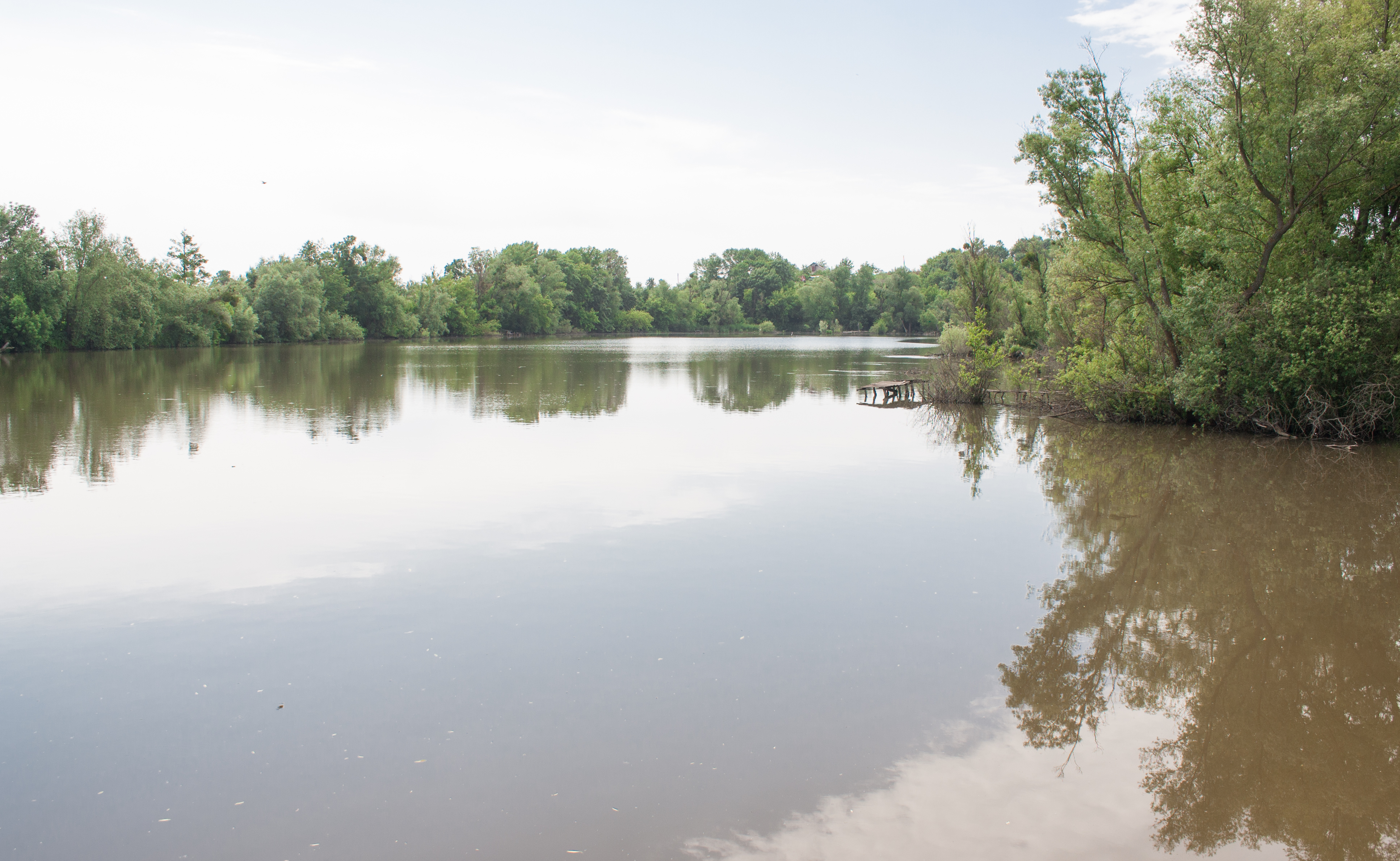
Ставок на річці Гнила
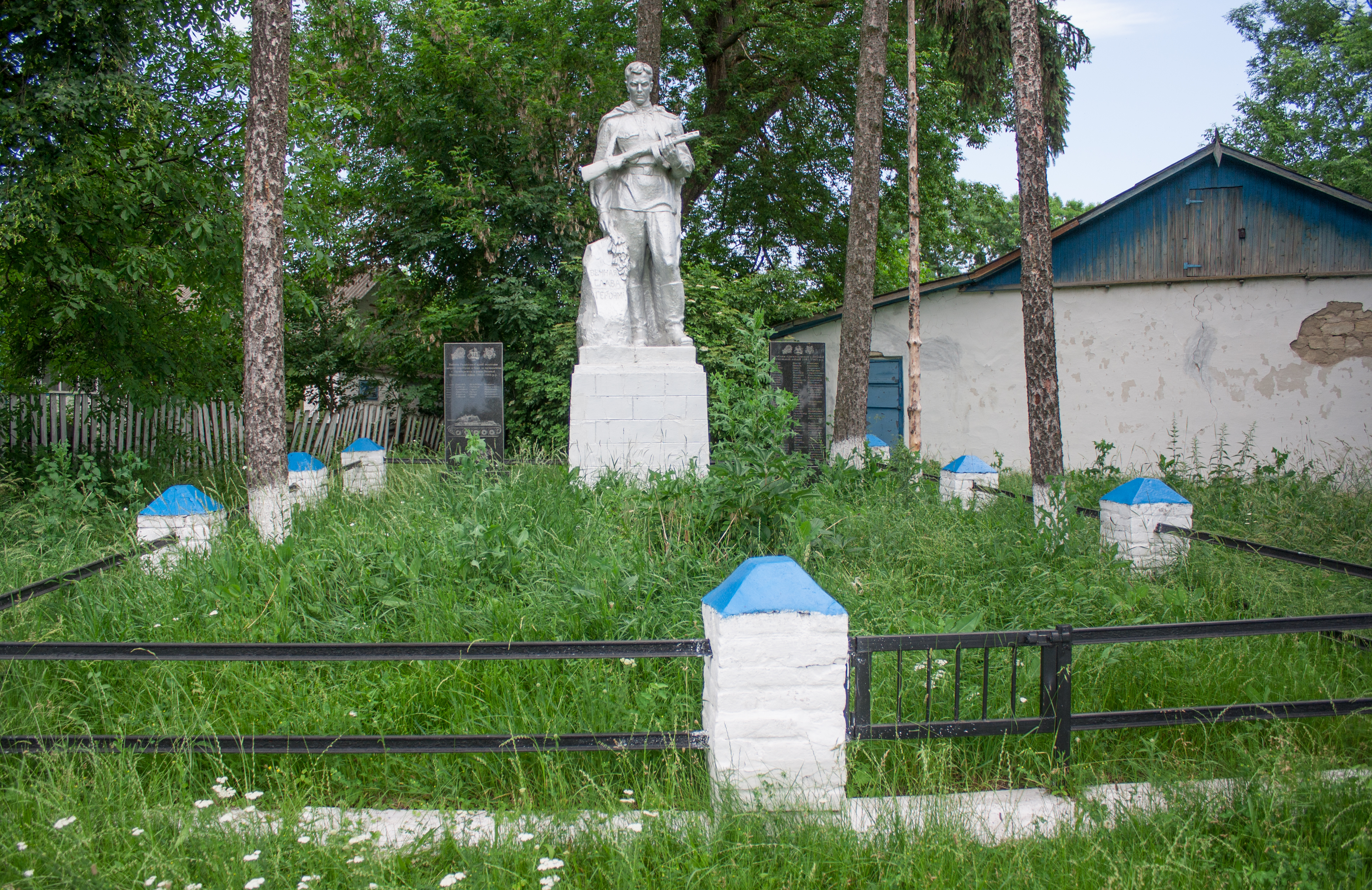
Братська могила радянських воїнів